# Kustförsvar

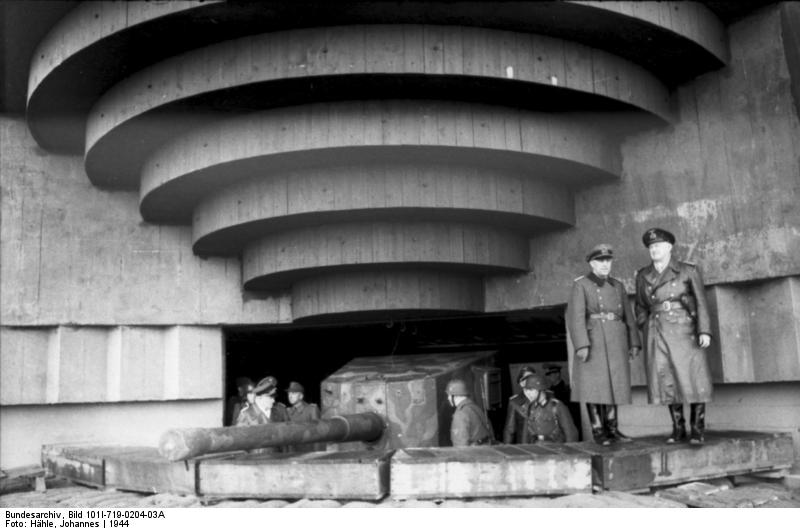
Den tyska Atlantvallen under andra världskriget är ett exempel på ett omfattande defensivt kustförsvar.

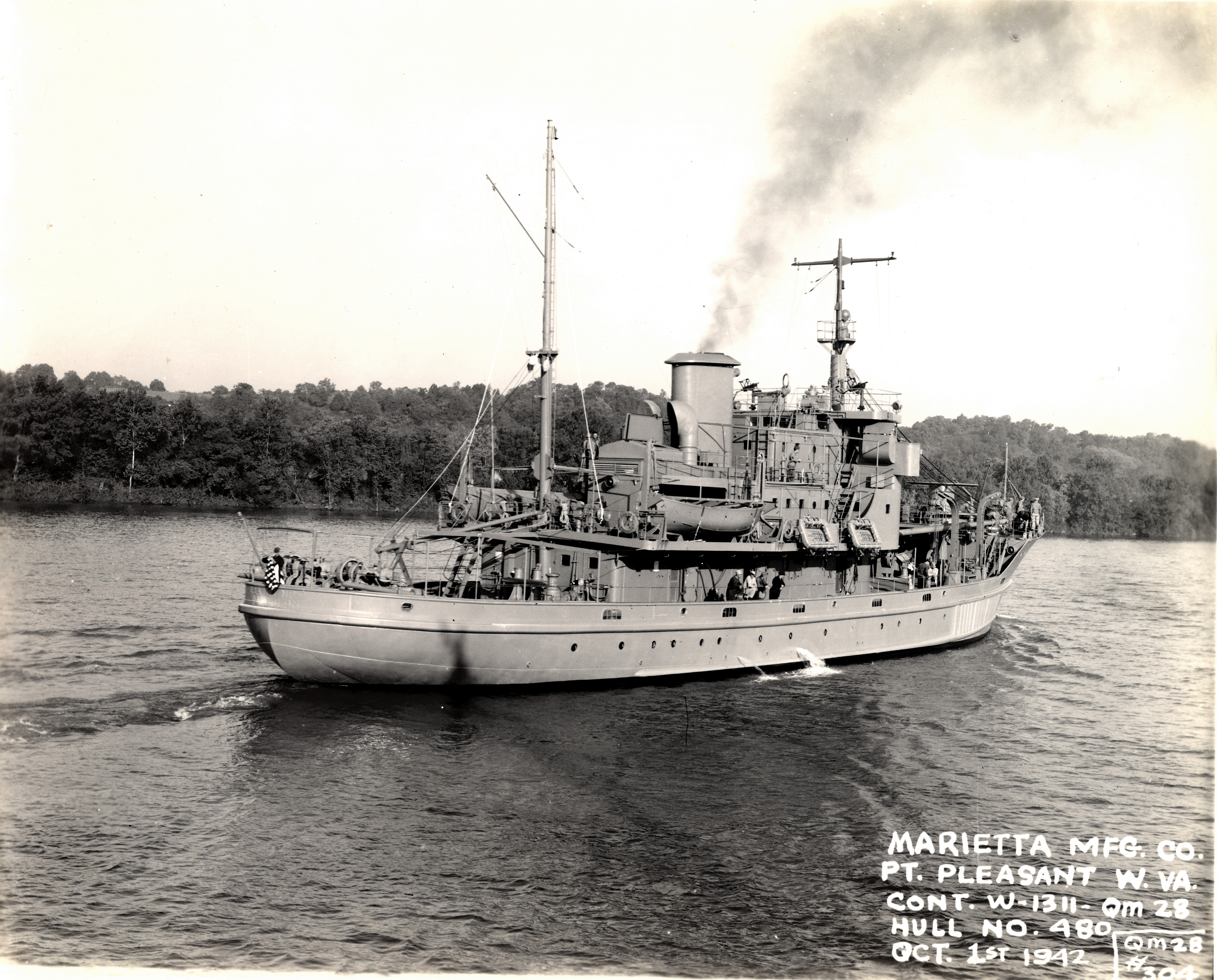
Den amerikanska arméns minutläggningsfartyg Major General Wallace F. Randolph är ett exempel på ett särskilt kustförsvarsfartyg. Det defensiva amerikanska kustförsvaret lades ned 1944-46.

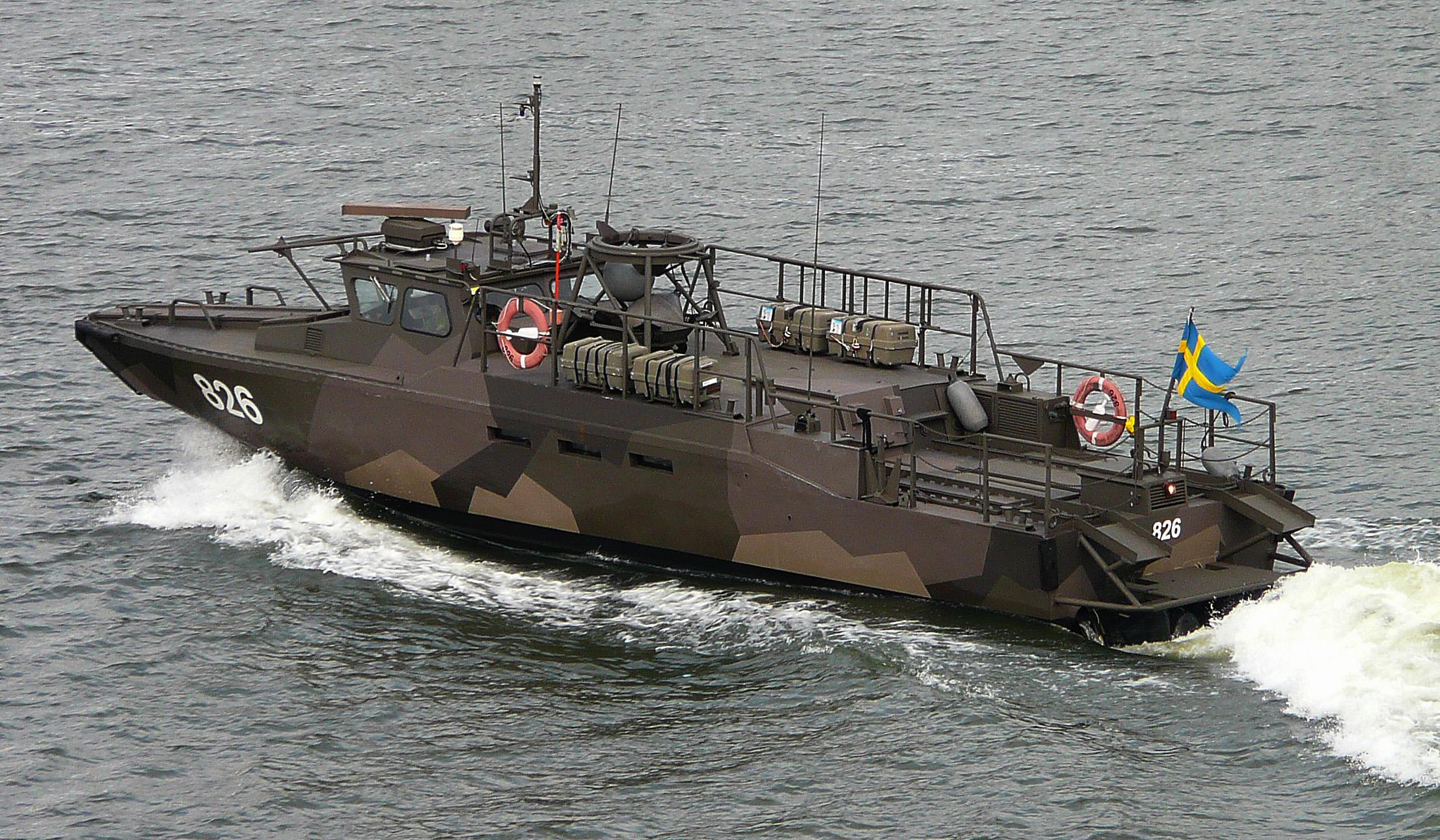
Stridsbåt 90H är ett exempel på en modern kustförsvarsfarkost.

Kustförsvar är militära åtgärder med syfte att avvärja angrepp mot ett lands kustområden.

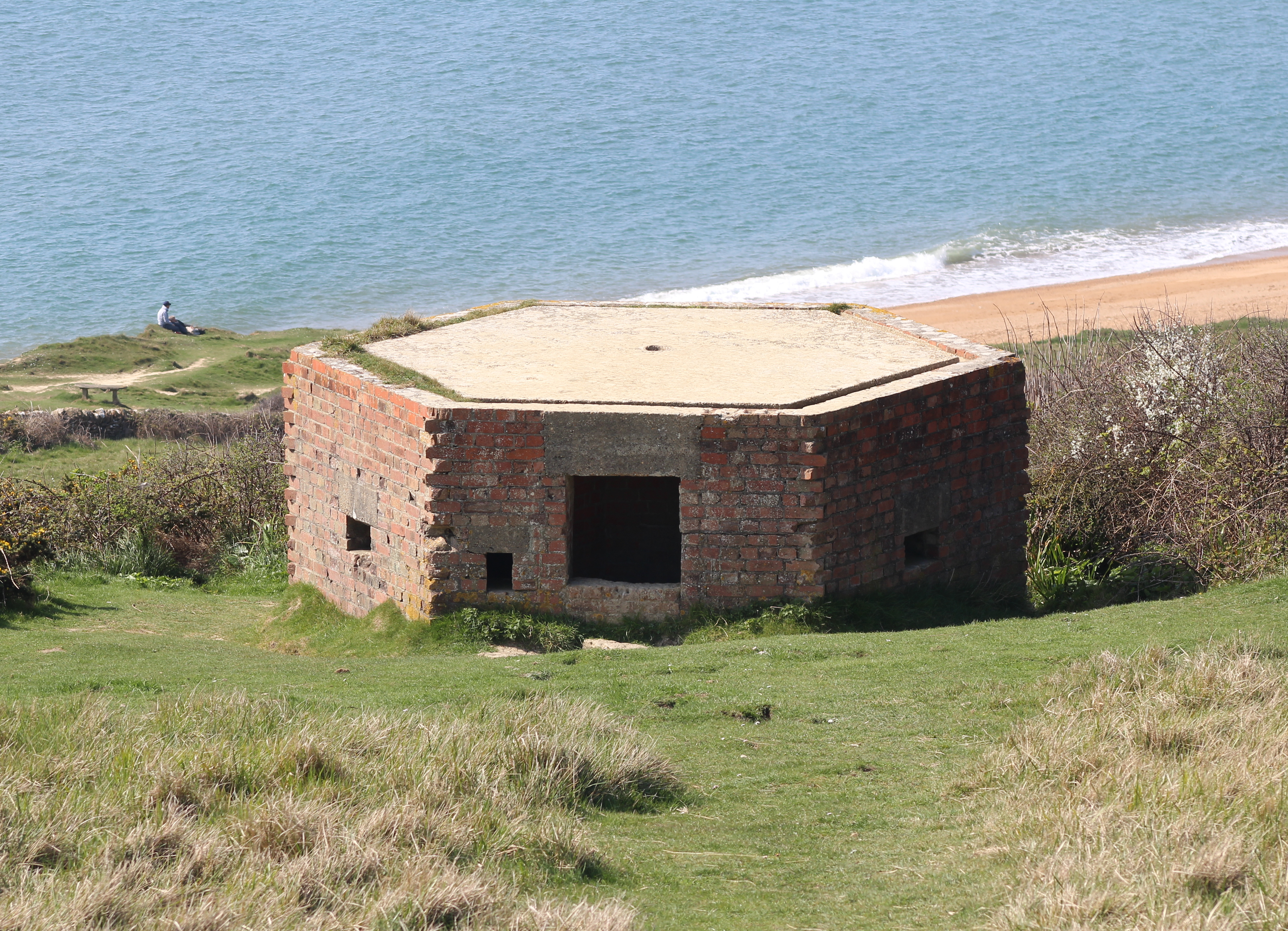
Brittiska andra världskriget befästning med utsikt över Engelska kanalen, Burton Bradstock, Dorset.

## Syfte
Ett kustförsvar skyddar viktigare kustorter, som större städer, viktiga hamnar och örlogsbaser mot anfall och förstöring av fientliga sjöstyrkor. Det skyddar även kustssträckor, flodmynningar, sjöfartsleder mot anfall av fientliga fartyg eller mot landstigning.

## Genomförande
Kustförsvaret genomförs antingen av den egna örlogsflottan eller av särskilda kustförsvarstrupper (kustartilleri eller amfibiestridskrafter) i förening med ytstrids- och ubåtsförband samt markstridskrafter. I stater med starka örlogsflottor och starka flygstridskrafter genomförs kustförsvaret genom offensiva angrepp på den fientliga sjöstridskrafterna. Stater med svagare örlogsflottor är däremot hänvisade till ett defensivt kustförsvar.

## Medel
Det defensiva kustförsvaret genomförs med kustrobotsystem, kustartillerisystem, luftvärnsrobotsystem, torpeder och sjöminor samt med särskilda kustförsvarsfartyg.

## Sjöfästning
Sjöfästning en på öar eller vid kust belägen fästning. En sjöfästning är avsedd att skydda mot anfall av sjöstridskrafter. Sjöfästningar motsvaras idag närmast av kustartillerianläggningar och rörliga förband.
Ett exempel på en sjöfästning är Sveaborg, vilken byggdes för att säkra Sveriges position i Finska viken.